# Crisiella producta
Crisiella producta är en mossdjursart som först beskrevs av Smitt 1865. Crisiella producta ingår i släktet Crisiella, och familjen Crisiidae. Arten är reproducerande i Sverige. Inga underarter finns listade i Catalogue of Life.